# Eudonia cryerodes
Eudonia cryerodes là một loài bướm đêm thuộc họ Crambidae. Nó là loài đặc hữu của Kauai.